# Naturdenkmal Baumgruppe, 1 Esche, 1 zweistämmige Linde, 1 Ulme, 1 Kastanie an der B 7
Das Naturdenkmal Baumgruppe, 1 Esche, 1 zweistämmige Linde, 1 Ulme, 1 Kastanie an der B 7 war ein Naturdenkmal (ND) an der Bundesstraße 7 in Altenbüren im Stadtgebiet von Brilon.

## Allgemeines
Die Baumgruppe aus einer Esche, einer Linde, einer Ulme und einer Kastanie stand an der Antfelder Straße 1, 7 und 9 im Dorf. Verwaltungstechnisch trug sie den Namen Naturdenkmal 048 – Baumgruppe , 1 Esche, 1 zweistämmige Linde, 1 Ulme, 1 Kastanie an der B 7.

## Geschichte
Die Baumgruppe wurde 2006 per Verordnung durch den Hochsauerlandkreis als Naturdenkmal ausgewiesen. Am 15. Juni 2011 wurde die Linde als Naturdenkmal entlassen. Die Esche musste wegen Standsicherheitsproblemen gefällt werden, ebenso die Ulme im Juli 2015. Da die Baumgruppe nur noch aus der Kastanie bestand, wurde die Denkmaleigenschaft mit Neufassung der Ordnungsbehördlichen Verordnung zur Festsetzung von Naturdenkmalen innerhalb der im Zusammenhang bebauten Ortsteilen und des Geltungsbereiches der Bebauungspläne im Hochlandsauerkreis aus dem Jahr 2016 aufgehoben.

## Verbote und Gebote
Wie bei anderen Baumnaturdenkmalen wurde das Verbot festgelegt, es zu zerstören, zu beschädigen oder sonst in ihrer natürlichen Lebenskraft zu beeinträchtigen. Es bestand ferner das Verbot bauliche Anlagen aller Art, auch befestigte Wege, Frei-, Rohr- oder Fernmeldeleitungen, Zäune oder andere Einfriedungen, Werbeanlagen, Verkaufsstände, Warenautomaten, sowie Stellplätze für Fahrzeuge zu errichten, zu erstellen, anzubringen oder zu erweitern. Es war auch verboten Aufschüttungen, Ausschachtungen oder Bodenverdichtungen vorzunehmen oder die Bodengestalt durch anderweitige Eingriffe zu verändern.

## Verkehrssicherungspflicht und Pflege
Für die Verkehrssicherungspflicht war der Landrat des Hochsauerlandkreises bzw. die Untere Landschaftsbehörde zuständig. Durch geeignete Pflegemaßnahmen sollte die Untere Landschaftsbehörde auf ihre Kosten für die Erhaltung der Bäume sorgen. 